# Kjell Eriksson (radioman)
Kjell Mikael Eriksson, född 27 december 1975 i Täby, är en svensk radioman, TV-personlighet, bloggare och författare. Från år 2008 och fram till cirka 2011 syntes han regelbundet i radio- och TV-programmet VAKNA! med The Voice på vardagmorgnarna i Kanal 5. Eriksson har bland annat använt pseudonymerna Kjelleman, Kjell ger igen och DumKjell. Han har arbetat med satirprogrammet Pippirull och som programledare för Morgonpasset och Sovmorgon i Sveriges Radio P3 och Långlunch i Sveriges Radio Stockholm. De senaste åren har han figurerat mest i de kommersiella tv- och radiokanalerna som Rix FM, The Voice, Kanal 5 och TV3. Han har även skrivit den kritikerrosade självbiografin Kjell om sin uppväxt i Erikslund i Täby på 1980-talet och hans på den tiden kraftiga övervikt.

## Bakgrund
Eriksson blev 2002 vald till Årets radiopersonlighet av Radioakademin. Han har även vunnit pris i klassen för Bästa morgonprogram i radio för medverkan i Morgonpasset. Eriksson har även medverkat i TV-programmen Akta rygg och Humorlabbet. Han var Sommarvärd i Sveriges Radio P1:s program Sommar den 27 juni 2004. Ett program som han även arbetat redaktionellt med under flera säsonger.
Våren 2007 lämnade Eriksson sin fasta anställning vid Sveriges Radio. Sommaren 2007 var han tillsammans med Paul Haukka vikarie i Rix MorronZoo. Efter det har han figurerat som "Redaktör Kjell" i morgonprogrammet Vakna med The Voice på Kanal 5 och radiostationen The Voice, även i detta sammanhang med Paul Haukka.
Eriksson var även Mix Megapols schlager-reporter under 2008. Han tog den uppmärksammade bilden på Carola Häggkvists trosor under Melodifestivalens deltävling i Västerås. Bilderna orsakade stor uppmärksamhet och blev helsidor i kvällspressen. Eriksson ska i samband med publiceringen av bilderna ha sagt att Häggkvists klänning borde brinna i helvetet. Häggkvist har sedan dess avböjt all medverkan i Vakna med The Voice där Eriksson arbetar som redaktör och side-kick. I en intervju med tidningen Filter berättar Häggkvist gråtandes om hur illa hon mått efter Erikssons uttalande.

## TV
Den 12 oktober 2008 tävlade Eriksson som lagledare för det blå laget i TV6 söndagsunderhållning Hål i väggen tillsammans med Pär Lernström och Andreas Ibohm. Eriksson är en av komikerna som gjorde inslagen för Kanal 5:s underhållning Ballar av stål under våren 2009. Samtidigt syntes han också som tävlande i gameshowen Hjälp, jag är med i en japansk tv-show på TV4. I SVT har han medverkat i "Nöjespanelen" på fredagar i Gomorron Sverige i flera år.

## Författarskap
I april 2010 utkom självbiografin Kjell som behandlar Erikssons barndom, tonårsår och tid som uppkomling inom mediabranschen. Bokens huvudsakliga tema är författarens egen övervikt och svårigheten att bli accepterad för den han var i den svenska skolan, av kamrater och lärare. Han beskriver hur den svenska skolan fungerade på 1980- och 90-talet där "alla skulle vara lika, lika dåliga". Han beskriver skolsystemet som stelt och oförmöget att ta vara på individer där ingen fick vara annorlunda och där olikhet var att betrakta som en dödssynd. Hans övervikt gjorde att han själv inte fick vara den han ville utan ständigt tvingades in i mallen "alla vill vara smala", något Eriksson inte höll med om. Boken blev uppmärksammad som en god skildring av samhällets stereotyper och illiberala inställning till individen, vilket Eriksson var med och diskuterade i tv-programmen Debatt, Fråga doktorn och Go'kväll.
Under våren 2011 syntes han i Uri Gellers program Fenomen där han gjorde eftersnack live på Kanal5Play efter programmets slut.